# Mokhtar Trifi
Mokhtar Trifi (arabe : مختار الطريفي), né en 1950 à Hajeb El Ayoun près de Kairouan, est un avocat tunisien. De 2000 à 2011, il préside la Ligue tunisienne des droits de l'homme.

## Biographie

### Formation et activités professionnelles
Mokhtar Trifi naît dans la municipalité rurale de Hajeb El Ayoun, en 1950. Issu d'une famille d'agriculteurs assez aisée pour que les enfants n'aient pas à participer aux travaux de la ferme, il est placé avec ses frères chez un oncle pour suivre sa scolarité.
Son grand-père, qui a été un militant nationaliste actif, au point de devoir connaître la clandestinité pour échapper à La Main rouge, suit son éducation jusqu'à son entrée au lycée de Kairouan. Ayant obtenu son baccalauréat, Mokhtar Trifi commence des études de droit sur le campus de Tunis. Il participe à de nombreux réunions étudiantes, au point d'être arrêté en novembre 1973. Après avoir effectué son service militaire, il ne peut reprendre ses études, ayant été renvoyé de toutes les universités tunisiennes, du fait de son engagement auprès de l'Union générale des étudiants de Tunisie,.
La carrière professionnelle de Mokhtar Trifi commence dans le domaine du journalisme. En 1976, il est pigiste au quotidien Assabah, dont il est renvoyé en 1982 au motif de son activité militante. Il est ensuite rédacteur au quotidien Le Maghreb et à l'hebdomadaire Al Mawkif mais « les difficultés de la publication l'incitent à s'éloigner du journalisme ».
Mokhtar Trifi obtient son certificat d'aptitude à la profession d'avocat et devient avocat. Il est ainsi amené à défendre des syndicalistes ou des opposants, de gauche ou islamistes, au pouvoir de Zine el-Abidine Ben Ali.

### Dirigeant de la Ligue tunisienne des droits de l'homme
Lors du 5e congrès de la Ligue tunisienne des droits de l'homme (LTDH), en octobre 2000, Mokhtar Trifi en est élu président, après vingt ans d'investissement dans cette association. Il l'emporte face à Fadhel Ghedamsi, que le pouvoir en place espérait voir investi. En réaction, l'association est placée sous séquestre,.
En tant que président de la LTDH, il est « conduit à dénoncer systématiquement les procès et les violations des droits de l'homme ».
En 2011, après la chute de Ben Ali, Trifi assiste à l'inauguration de la place Mohamed-Bouazizi à Paris par le maire de la ville, Bertrand Delanoë. Il critique la position de la France lors de la révolution tunisienne, rappelant que lors de la visite d'État de Nicolas Sarkozy en 2008, il avait été fraîchement reçu par la secrétaire d'État chargée des Affaires étrangères et des Droits de l'homme, Rama Yade.
Lors du sixième congrès de la LTDH, le 23 septembre 2011, Trifi ne se représentant pas, Abdessattar Ben Moussa est élu président.
Mokhtar Trifi devient alors président d'honneur de la LTDH.

### Après 2011
En 2013, Mokhtar Trifi fait partie du collectif de défense chargé de l'affaire Chokri Belaïd, avocat et homme politique tunisien assassiné le 6 février de cette année-là, dont la mort provoque une grave crise gouvernementale. Il affirme en effet que le ministère de l'Intérieur a caché que l'arme employée pour l'assassinat n'est utilisée que par les membres de la sûreté nationale.
Après la démission du gouvernement Ali Larayedh, Mokhtar Trifi est l'un des candidats, avec Chawki Tabib, proposé par le Front populaire pour le poste de chef du gouvernement. Le 22 janvier 2014, il devient président du bureau de la Fédération internationale pour les droits humains en Tunisie.
Le 26 novembre 2016, il est élu vice-président de l'Organisation mondiale contre la torture aux côtés de Dick Marty, également vice-président, et Hina Jilani, nouvelle présidente succédant à Yves Berthelot.

## Distinctions
- Commandeur de l'Ordre de la République tunisienne[15] ;
- Deuxième classe de l'Ordre national du Mérite (Tunisie, 2018)[16] ;
- Prix Henri La Fontaine (2018)[17].